# El desafío de los siete magníficos
El desafío de los siete magníficos (en inglés,The Magnificent Seven Ride), también conocida como Los Siete Magníficos 4, es una película Western de 1972, la tercera y última secuela de la película de 1960 Los Siete Magníficos, protagonizada por Lee Van Cleef, interpretando a Chris Adams.

## Argumento
Chris, ahora convertido en sheriff, se ve obligado a reclutar a seis hombres más, para formar un grupo de siete para luchar contra los forajidos mexicanos.

## Reparto
- Lee Van Cleef: Chris Adams.
- Stefanie Powers: Laurie Gunn.
- Michael Callan: Noah Forbes.
- Mariette Hartley: Arilla Adams.
- Luke Askew: Mark Skinner.
- Pedro Armendáriz Jr.: Pepe Carral.
- Gary Busey: Hank Allan.